# Princess Chelsea
Chelsea Nikkel (Auckland, Nueva Zelanda, 4 de septiembre de 1985), más conocida por su nombre artístico Princess Chelsea, es una cantante experimental de «Space pop». Fue miembro de la banda de Indie pop The Brunettes y de Teenwolf. Nikkel está asociada con  Lil' Chief Records collective y es parcialmente miembro del grupo de soul The Cosbys and Disciples of Macca, una banda de Paul McCartney. Actualmente se desempeña como bajista de la banda de rock and roll Hang Loose. Nikkel trabaja en Auckland como compositora.
Su estilo musical barroco se ha atribuido a su formación clásica, y New Zealand Herald ha elogiado sus «voces angelicales y mordaz ingenio». Su canción más conocida, «The Cigarette Duet», recibió significativa atención de la prensa después de hacerse viral en YouTube a principios de 2012. Con más de 100 millones de visitas hasta la fecha.

## Discografía

### Álbumes
- Lil' Golden Book (2011)
- The Great Cybernetic Depression (2015)
- Aftertouch (2016)
- The Loneliest Girl (2018)

EPs
- «The Cigarette Duet» (edición tour europeo) (2012)(2012)[3]

Sencillos
| Título                | Año  | Álbum                           |
| --------------------- | ---- | ------------------------------- |
| «Your Woman»          | 2009 | Ninguno                         |
| «Monkey Eats Bananas» | 2009 | Lil' Golden Book                |
| «And I Love Her»      | 2010 | Ninguno                         |
| «Too Fast To Live»    | 2011 | Lil' Golden Book                |
| «The Cigarette Duet»  | 2011 | Lil' Golden Book                |
| «Ice Reign»           | 2011 | Lil' Golden Book                |
| «Overseas»            | 2012 | Lil' Golden Book                |
| «We're So Lost»       | 2013 | The Great Cybernetic Depression |
| «No Church on Sunday» | 2014 | No Church on Sunday             |